# Sandra Moussempès
Sandra Moussempès, née le 31 août 1965 à Paris, est une poétesse française.

## Biographie
Sandra Moussempès est une poétesse. Elle a obtenu le Prix Théophile-Gautier de l'Académie française 2022. Elle a des origines basques par son père. Son père, Jacques Moussempès, était enseignant et écrivain (il a écrit sur Artaud et Raymond Roussel), est mort en 1981.
Après des études de cinéma, une période en tant que comédienne, elle devient chanteuse un temps notamment avec le groupe Indurain fondé par Marc Colin, puis à Londres avec le groupe The Wolfgang Press (Label 4AD) avec trois featurings sur leur dernier album, s'en suit un EP "Sad Hero" de downtempo produit par Kinki Roland, sorti sur le label More Protein en 1997.
Elle publie son premier livre Exercices d'incendie (Editions Fourbis, 1994) et devient pensionnaire à la Villa Médicis en 1996. Yves di Manno sera son éditeur principal à partir de 1997 chez Flammarion dans la collection Poésie.
« Lire, écouter Sandra Moussempès, c'est accepter d'être affecté, d'entrer dans un univers de mondes emboîtés les uns dans les autres, d'être pris dans des jeux de miroir qui font de chaque séquence un objet d'anamorphoses » écrit Richard Blin dans Le Matricule des anges.
Son livre Cassandre à bout portant (Poésie Flammarion) une variation libre autour du mythe de Cassandre obtient en 2022 le Prix Théophile Gauthier de l'Académie Française. Johan Faerber écrit dans Diacritik : « Recueil après recueil, Sandra Moussempès s’impose indubitablement comme l’une des très grandes voix poétiques de notre contemporain (...) Cassandre à bout portant est un grand recueil poétique (...) celui où sa réflexion, entre spectralité et plasticité, invente une évocation magistrale d’autant de figures féminines, inquiètes, séductrices, destructrices et aimantes. Entre héroïnes de cinéma et personnages de séries télévisées, les femmes poétiques de Sandra Moussempès sont aussi puissantes que les héroïnes de Cindy Sherman ».
Elle a réalisé quatre albums de poésie sonore intégrant sa voix chantée. Son recueil Fréquence Mulholland (Ed MF, 2023) évoque le film de David Lynch Mulholland Drive, il a fait l'objet d'une lecture-rencontre au cinéma le Brady à Paris suivie d'une projection du film.

## Prix et distinctions
- Prix Théophile Gauthier[1] de l'Académie Française 2022 pour Cassandre à bout portant
- Finaliste du Prix International de littérature Bernard Hiedscieck-Centre Pompidou (2017)[réf. nécessaire]

## Œuvre

### Livres
- Exercices d'incendies, Fourbis, coll. « Biennale internationale des poètes en Val-de-Marne », 1994
- Vestiges de fillettes, Éditions Poésie/Flammarion, 1997[9]
- Hors champs, Éditions CRL Franche-comté, 2001
- Captures, Éditions Poésie/Flammarion, 2004[10]
- Le Seul Jardin japonais à portée de vue, Éditions de l'Attente, 2005
- Biographie des idylles, Éditions de l'Attente, 2008
- Photogénie des ombres peintes, Éditions Poésie/Flammarion, 2009 (Prix Hercule de Paris)[11]
- Acrobaties dessinées (&CD beauty sitcom, audio-poèmes), Éditions de l'Attente, 2012
- Sunny Girls, Éditions Poésie/Flammarion, 2015[12]
- From: Sunny Girls, by Sandra Moussempès, AboveGround Press, 2017 (translated by Eléna Rivera), Canada
- Colloque des télépathes & Album CD Post-Gradiva, Éditions de l'Attente, 2017
- Cinéma de l'affect (Boucles de voix off pour film fantôme), Éditions de L'Attente, 2020
- Cassandre à bout portant, Editions Poésie/Flammarion, 2021[13] (Prix Théophile Gautier de l'Académie Française 2022)[1]
- Fréquence Mulholland, Editions MF, 2023
- Sauvons l'ennemie, Éditions Poésie/Flammarion, 2025[14]

### Livres traduits
Cassandra a bruciapelo, (ouvrage bilingue) traduction en italien par Valentina Gossetti, Tommaso Santi et Adriano Marchetti, Joker Edizioni, septembre 2025.
- Cassandra at point-blank range, (ouvrage bilingue) traduction en anglais par Carrie Chappell et Amanda Murphy, Lavender Ink /Dialogos 2025, Etats-Unis
- From : Sunny girls, traduction en anglais par Elena Rivera, Above/Ground Press 2017, Ottawa, Canada
- I'm a language you are the sound device, traducton en anglais par Elena Rivera, Above/Ground Press, 2021, Ottawa Canada

### Anthologies et publications collectives
- 72 saisons à la Villa Kujoyama (collectif) Editions Gallimard, octobre 2022
- Lettres aux jeunes poétesses Editions de l'Arche, août 2021
- Dossier des ouvrages exécutés « Écrire l’art », Editions de la Kunsthalle Mulhouse Musée d'art contemporain, 2019
- Donne, Poeti di Francia e oltre, Anthologie bilingue italienne de Valentina Gosetti, Andrea Bedeschi, Adriano Marchetti, Guliano Ladolfi Editore, 2017, Italie
- « Un nouveau monde », dans Yves di Manno & Isabelle Garron, Poésies en France 1960-2010, éditions Flammarion, coll. « Mille&unePages », 2017
- Writing the real, a bilingual anthology of Contemporary french poetry, Nina Parish et Emma Warfstaff, Enitharmon Press, 2017, Angleterre
- Voix vives, Sète 2011, Editions Bruno Doucey, 2011
- L’Énigme-poésie: entretiens avec 21 poètes françaises, John Stout, Rodopi, 2010, Canada
- Couleur femme, 57 poètes, poèmes inédits, Le printemps des poètes, éditions Castor Astral, 2010
- Captures In : 14 poètes, anthologie critique et poétique, Prétexte Éditeur, 2005, texte d'Anne Malaprade
- Spiritus temporellement décalé, in : 49 poètes, un collectif, Yves di Manno, Editions Flammarion, 2005
- Poèmes inédits in : Une “Action poétique” de 1950 à nos jours, Pascal Boulanger, Editions Flammarion, 1998
- Poesia Francesa Contemporana 1940-1995, Editions Libros di Tierra Ferme 1998 (Argentine)
- Twenty-two new french writers, Norma Cole et Stacy Doris, Raddle Moon, Canada, 1997
- « Poèmes sélectionnés », dans Henri Deluy, Une Anthologie Immédiate, Éditions Fourbis, 1996
- Corsetées in 29 Femmes une Anthologie, d' Henri Deluy et Liliane Giraudon, Stock 1995